# Penanggungan (Wanayasa)
Penanggungan is een bestuurslaag in het regentschap Banjarnegara van de provincie Midden-Java, Indonesië. Penanggungan telt 2131 inwoners (volkstelling 2010).